# RCA Zemamra
Der Renaissance Club Athletic Zemamra (arabisch نادي نهضة أتلتيك الزمامرة), auch als RCA Zemamra oder Renaissance Zemamra bekannt, ist ein marokkanischer Fußballverein aus Khemis Zemamra in der (Region Casablanca-Settat). Aktuell spielt der Verein in der ersten Liga.

## Erfolge
- Marokkanischer Zweitligameister: 2018/19  ▲, 2022/23  ▲

## Stadion
Der Verein trägt seine Heimspiele im Stade Ahmed Choukri in Khemis Zemamra aus. Das Stadion hat ein Fassungsvermögen von 1000 Personen.

## Trainer
| Trainer                   | Nation              | von                | bis                |
| ------------------------- | ------------------- | ------------------ | ------------------ |
| Hassan Sakhi              | Marokko             | 1. September 2013  | 1. März 2014       |
| Reda Hakam                | Marokko             | 1. Juli 2018       | 11. Februar 2019   |
| Youssef Fertout           | Marokko             | 1. Juli 2019       | 16. Dezember 2019  |
| Mohamed Borji (Interim)   | Marokko             | 17. Dezember 2019  | 31. Dezember 2019  |
| Saïd Chiba                | Marokko             | 1. Januar 2020     | 21. September 2020 |
| Othman El Assas (Interim) | Marokko             | 22. September 2020 | 12. Oktober 2020   |
| Mohamed Alaoui Ismaili    | Marokko             | 1. November 2020   | 5. Januar 2021     |
| Khalid Fouhami            | Marokko             | 7. Januar 2021     | 1. März 2021       |
| Mohamed Alaoui Ismaili    | Marokko             | 4. März 2021       | 14. August 2021    |
| Talal El Karkouri         | Marokko Frankreich  | 10. Februar 2022   | 31. Juli 2022      |
| Mohamed Benchrifa         | Marokko             | 1. August 2022     | 2. November 2022   |
| Jaafar Reguig             | Marokko Niederlande | 25. November 2022  | 1. März 2023       |
| Abderrahim Chkilit        | Marokko             | 1. März 2023       | 30. Juni 2023      |
| Abdelaziz Kerkache        | Marokko             | 18. Juli 2023      | 9. Oktober 2023    |
| Amine Benhachem           | Marokko             | 11. Oktober 2023   |                    |